# Sãotomésolfågel

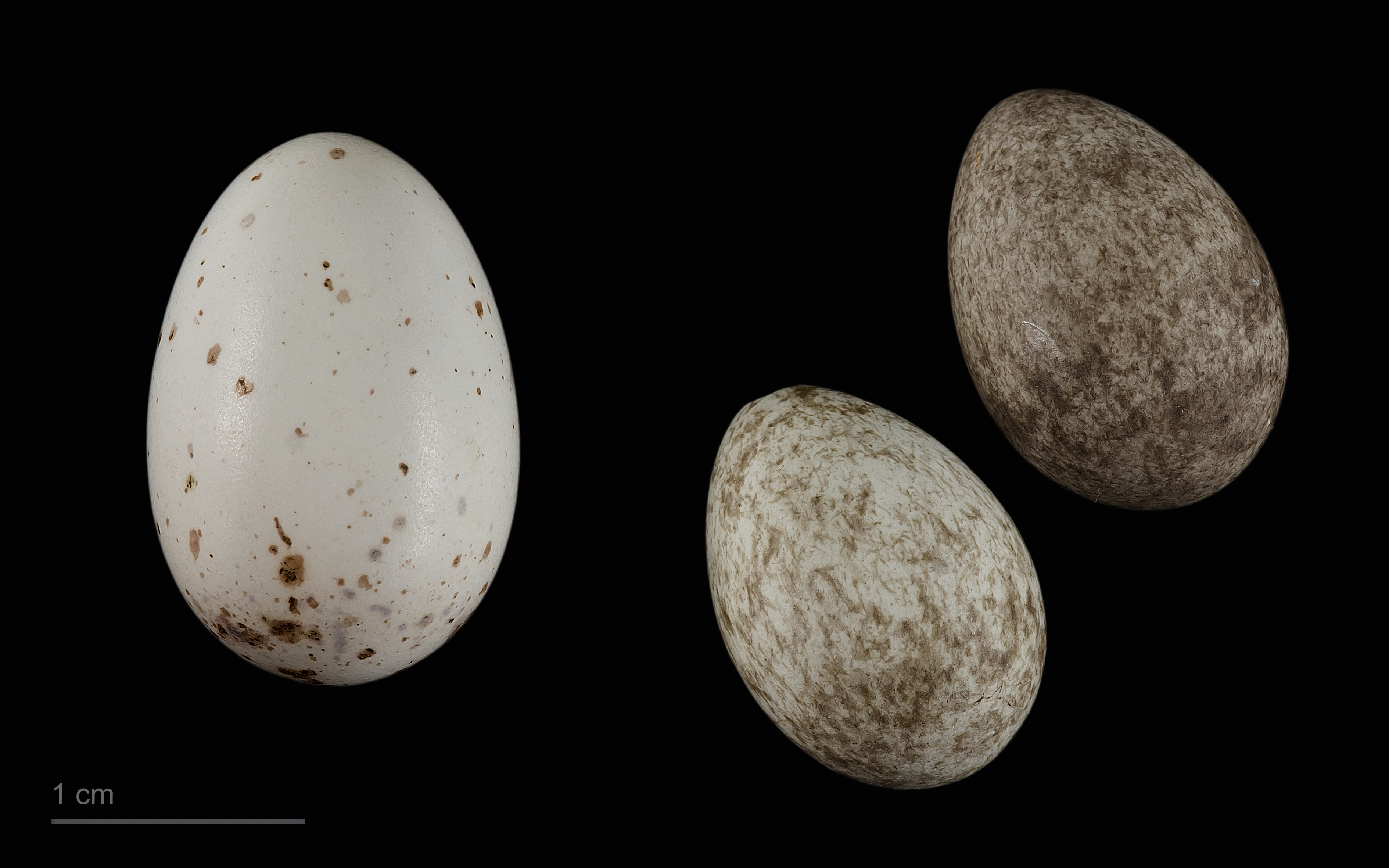
Chrysococcyx cupreus + Anabathmis newtonii

Sãotomésolfågel (Anabathmis newtonii) är en fågel i familjen solfåglar inom ordningen tättingar.

## Utbredning och systematik
Fågeln förekommer enbart på ön São Tomé i Guineabukten. Den behandlas som monotypisk, det vill säga att den inte delas in i några underarter.

## Status
Arten har ett litet utbredningsområde, men beståndet anses vara stabilt. IUCN kategoriserar arten som livskraftig.

## Namn
Fågelns vetenskapliga artnamn hedrar Edward Newton (1832-1897), brittisk kolonial administratör och naturforskare. Fram tills nyligen kallades den även newtonsolfågel på svenska, men justerades 2022 till ett enklare och mer informativt namn av BirdLife Sveriges taxonomikommitté.